# Edwin John Butler
Edwin John Butler (ur. 13 sierpnia 1874 w Kilkee, zm. 4 kwietnia 1943) – irlandzki mykolog i fitopatolog.

## Życiorys
Urodził się i wychował w Irlandii, ale większość życia spędził w Indiach i Anglii. Uczęszczał do szkoły w Gainsborough w Lincolnshire, lecz w 1887 r. poważna choroba zmusiła go do powrotu do Irlandii, gdzie kontynuował naukę pod okiem korepetytora. W tym czasie dużo czytał i miał dostęp do biblioteki naukowej. Dzięki temu mógł rozwijać różnorodne zainteresowania i gromadzić wiedzę. W 1890 stan jego zdrowia poprawił się na tyle, że mógł uczęszczać do Christian Brothers School w Cork, gdzie świetnie sobie radził, a stypendium z matematyki było jednym z jego sukcesów. Stamtąd udał się do Queen’s College w Cork, aby rozpocząć studia medyczne. Uzyskał dyplom lekarza, nigdy jednak nie interesował się medycyną i nigdy nie praktykował. Całe jego zainteresowanie wiązało się z badaniami botanicznymi, które zostały bardzo rozwinięte przez Marcusa Hartoga, profesora historii naturalnej. W 1920 r. uzyskał tytuł magistra botaniki na University College Cork.
Podróżował do Paryża, Antibes i Fryburga. W ogrodzie botanicznym w Paryżu spędzał czas w laboratorium mykologa Philippe’a Édouarda Léona Van Tieghema. W 1900 r. z rekomendacji Kew Gardens został mianowany pierwszym botanikiem roślin kryptogamicznych przy rządzie Indii w Kalkucie. W 1902 został przeniesiony do Dehra Dun w ramach Cesarskiego Departamentu Rolnictwa. Podczas wizyty w Coorgu badał chorobę kłosów drzewa sandałowego. W 1905 został cesarskim mykologiem w Indiach. W 1906 r. opublikował monografię indyjskiej rdzy pszenicy, a w 1907 wyniki badań nad rodzajem Pythium. W 1918 r. napisał książkę „Grzyby i choroby roślin”, które stały się standardową pracą referencyjną dla patologów roślin tropikalnych. W latach 1910–1912 Butler pełnił ponadto funkcję dyrektora i dyrektora Wyższej Szkoły Rolniczej w Pusa. W 1921 r. doceniono jego zasługi dla Indii i odznaczono go Orderem Imperium Indyjskiego.
W 1920 r. Butler wrócił do Wielkiej Brytanii, aby objąć stanowisko dyrektora w nowym Imperial Bureau of Mycology w Kew w hrabstwie Surrey. Zajmował się tu badaniami chorób roślin w całym imperium brytyjskim. Aż do rezygnacji w 1935 r. pomagał personelowi w utworzeniu biura, znanego później jako Międzynarodowy Instytut Mykologiczny. Pracował m.in. nad panamską chorobą bananów, czarcią miotłą kakaowca na Trynidadzie i choroba żółtych liści herbaty w Nyasaland. W 1930 wraz z Guyem Richardem Bisbym opublikował Fungi of India. Butler został następnie pierwszym opłacanym sekretarzem Rady ds. Badań Rolniczych. W 1941 r. zły stan zdrowia zmusił go do przejścia na emeryturę. Zmarł na grypę.
Opisał nowe gatunki grzybów. W naukowych nazwach utworzonych przez niego taksonów dodawany jest skrót jego nazwiska E.J. Butler.